# Gus Weyhing

August Weyhing, dit Gus Weyhing, né le 29 septembre 1866 à Louisville (Kentucky) et décédé le 4 septembre 1955 à Louiville, est un joueur américain de baseball qui évolue en ligues majeures entre 1887 et 1901. Ce lanceur partant compte 448 matches complets, soit le 12e meilleur total de la l'histoire des Ligues majeures. Weyhing remporte le titre de la Ligue nationale en 1900 avec les Brooklyn Superbas. Surnommé « Cannonball », il lance un match sans point ni coup sûr le 31 juillet 1888.